# Ulrich Apt (starszy)
Ulrich Apt lub Abt starszy (ur. ok. 1460 w Augsburgu, zm. 1532 tamże) – niemiecki malarz okresu renesansu.
Był synem działającego ok. 1460 w Augsburgu malarza Petera Apta. Przez całe życie związany był z rodzinnym miastem. W 1481 r. został mistrzem malarskim. Wraz z trzema synami, Jakubem, Ulrichem i Michaelem, prowadził warsztat malarski, realizując liczne zamówienia, stąd trudno rozróżnić ich dzieła. Być może wyjeżdżał do Holandii.
Malował obrazy religijne, głównie ołtarzowe w stylu późnego gotyku, portrety w stylu Hansa Holbeina Starszego oraz freski. W 1496 wykonał malowidła ścienne w kaplicy św. Afry na Lechfeld. Jego głównym dziełem jest ołtarz rodziny Rehlingerów ze sceną Ukrzyżowania (1517), który znajduje się obecnie w galerii malarstwa w Augsburgu.
Jego uczniem był Jörg Breu (starszy).

## Wybrane dzieła
- Wizerunek starca –  1505-10, Lichtensteingalerie, Wiedeń
- Pokłon Trzech Króli –  1510, Luwr, Paryż (przypisywany)
- Pokłon Trzech Króli –  Galleria Palatina, Florencja
- Opłakiwanie –  ok. 1510, Muzeum Thyssen-Bornemisza, Madryt
- Portret mężczyzny i jego żony –  1512, Metropolitan Museum of Art, Nowy Jork
- Portret mężczyzny i jego żony –  1512, Royal Collection, Windsor
- Ukrzyżowanie –  1517, Staatsgalerie Katharinenkirche, Augsburg